# آبریز (بستان‌آباد)
آبریز یکی از روستاهای استان آذربایجان شرقی است که در دهستان مهران‌رود مرکزی بخش مرکزی شهرستان بستان‌آباد واقع شده‌است.این روستا ۱۳۲۴ نفر جمعیت دارد.